# Gymel
Con il termine Gymel, che proviene dal latino gemellus, si indica una polifonia inglese costituita da due parti che procedono a intervalli di terza ed il canto che segue la parte superiore.